# Sevenoaks
Sevenoaks (engleză pentru 'șapte stejari') este un oraș și un district nemetropolitan în Regatul Unit, în comitatul Kent, regiunea North West, Anglia. Districtul are o populație de 113.700 locuitori, din care 18.588 locuiesc în orașul propriu zis Sevenoaks.

## Orașe din cadrul districtului
- Edenbridge
- Sevenoaks
- Swanley
- Westerham

## Vedeți și
- Listă de orașe din Regatul Unit